# جیمز آلفرد پرکینز
جیمز آلفرد پرکینز (انگلیسی: James Alfred Perkins؛ ۱۱ اکتبر ۱۹۱۱ – ۱۹ اوت ۱۹۹۸) هفتمین رئیس دانشگاه کرنل و اهل ایالات متحده آمریکا بود. وی در سال ۱۹۱۱ میلادی در فیلادلفیا، پنسیلوانیا متولد و با رتبه بالا در سال ۱۹۳۴ از کالج سوارثمور فارغ‌التحصیل شد سپس دکترای علوم سیاسی را از دانشگاه پرینستون در سال ۱۹۳۷ میلادی دریافت کرد. وی در خلال سال‌های ۱۹۶۳ میلادی تا ۱۹۶۹ میلادی ریاست دانشگاه کرنل را بر عهده داشت.
پپرکینز پس از بازنشستگی از دانشگاه کرنل، شورای بین‌المللی برای توسعه آموزش را در پرینستون، نیوجرسی تأسیس کرد. هدف این تشکبلات شناسایی و تجزیه و تحلیل مشکلات کلیدی در آموزش و پرورش سراسر جهان بود. وی همچنین عضو سابق کمیته راهبری گروه بیلدربرگ است.